# Mauser M712 Schnellfeuer
Le Mauser M12 Schnellfeuer ou modèle 712 est une variante du pistolet Mauser C96 modèle 1930 équipée d’un sélecteur de tir automatique, ce qui permet de tirer en rafale en plus du mode d’utilisation au coup par coup.

## Origines
Le Mauser C96 a connu de très nombreuses variantes depuis sa conception par les frères Feederle et sa finalisation sous l’égide de Paul Mauser. En fait, les très nombreuses modifications apportées à ses éléments (queue de détente, extracteur, Chien, entre autres) ainsi que les variétés de marquages rendent l’énumération exhaustive des variantes de Mauser C96 quasiment impossible. Les collectionneurs du monde entier s’y emploient toutefois avec plus ou moins de bonheur.
Pour la société Mauser, la classification des Mauser C96 est en revanche très simple, il n’existe que trois modèles reconnus :
- le « C96 » (et toutes les variantes connues ou non)
- le « C96 modèle 1930 » (parfois nommé  Type Universel ou Modèle 711)
- le « C96 Schnellfeuer modèle 1932 » (ou « Modèle 712 »).

L'identification se fait normalement par le sélecteur de tir se trouvant sur le côté gauche de l'arme. Il est néanmoins possible de déterminer le modèle par la queue de détente caractéristique du Schnellfeuer.

## La genèse
La forte demande pour ce genre d’arme en Chine, ainsi que la concurrence des fabricants espagnols vendant des copies de Mauser C96 (y compris de modèles pourvus du tir automatique), vont conduire la firme Mauser à lancer l’étude de cette arme. Une version d’un C96 de ce type semble avoir été étudiée pendant la Première Guerre mondiale. Son développement n’a pas été poursuivi alors. Mauser va donc charger son bureau d’étude de mettre au point cette ultime version du Mauser C96. Deux brevets verront le jour comme nous le verrons plus loin.
Si les copies espagnoles s’inspirent largement du design du C96, les mécanismes sont radicalement différents et souvent de grande qualité.

## 712, un nom de circonstance
Cette arme est aussi connue sous le nom Mauser 1932, renvoyant à l'année du dépôt du brevet du mode de sélection de tir par l'ingénieur Westinger.
Deux explications sont avancées pour l’appellation « modèle 712 » (employée par de nombreux collectionneurs) :
- Ce serait le nom que lui donnait l'importateur américain des armes Mauser aux États-Unis Stoeger & Co. : Mauser M712 Schnellfeuer.
- Cette référence proviendrait du catalogue de la société Geco, en Allemagne, qui avait ainsi nommé cette arme.

Comme le considèrent certains, il est plus facile de vendre dans les années trente une arme portant la référence « 712 » plutôt que « 1896 ». C’est un bon argument commercial. Utilisant la même logique, le C96 modèle 1930 sera nommé tout aussi arbitrairement « modèle 711 ». Mais ni la référence 711, ni la référence 712 n'ont de validité pour la société Mauser.

## La technique et le fonctionnement

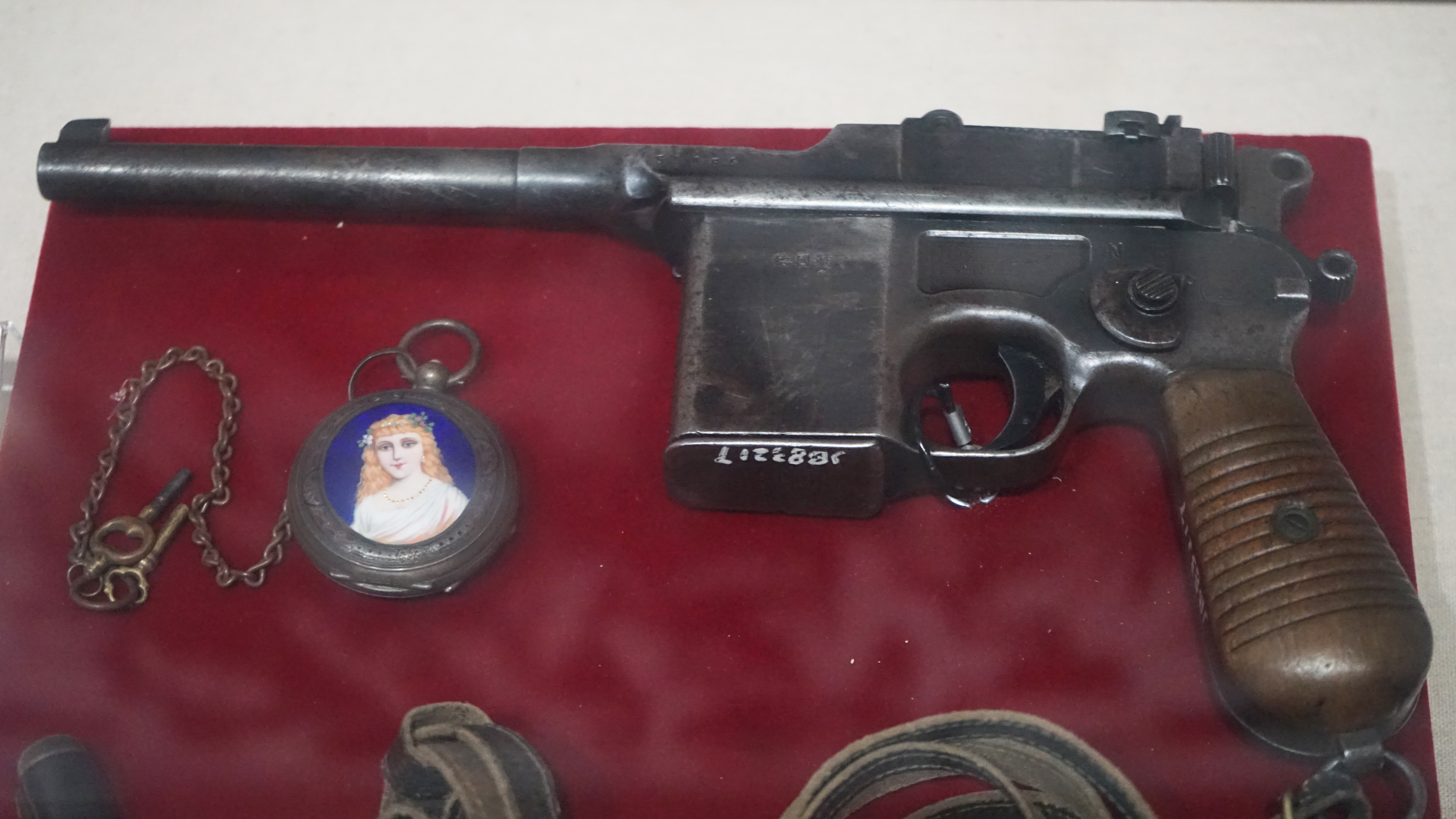
Un Schnellfeuer à chargeur amovible de 10 cartouches et à utilise le sélecteur de tir type Westinger.

Apparu sur un certain nombre de Mauser modèle 1930, le chargeur amovible de 10 ou de 20 coups est systématisé. La version du Schnellfeuer la plus connue utilise le sélecteur de type Westinger. L’autre version, équipée du sélecteur Nickl, est considérablement plus rare. Le Schnellfeuer reprend la sécurité dite « Universelle » apparue sur le modèle 1930.
Ne bénéficiant pas des mécanismes hautement perfectionnés des actuelles armes automatiques, le Schnellfeuer souffre d’un très fort relèvement du canon lors du tir en rafale. L’utilisation de munitions adaptées, ainsi que l’entraînement du tireur, permettent de réduire le phénomène.
C'est l'un des premiers pistolets rafaleurs, ancêtre du Beretta 93R , du Glock 18 voire du HK VP70 de fabrication moderne.

## Les calibres
Les exemplaires de cette arme, dans la plupart des cas, sont chambrés pour tirer la munition de 7,63 × 25 mm Mauser. Il existe néanmoins, mais la diffusion est plus que restreinte, des exemplaires chambrés en 9 × 19 mm Parabellum (quelques centaines).
Quelques exemplaires de Schnellfeuer semblent avoir été chambrés en 7,65 × 21 mm Parabellum.

## Sur le terrain
Tout comme ses illustres prédécesseurs, le Schnellfeuer n’a jamais été règlementaire dans aucune armée (le modèle dit « 1916 », bien qu’ayant fait l’objet d’une commande de l’armée Allemande, n’a jamais été règlementaire malgré les 135 à 140 000 exemplaires livrés). Particulièrement populaire en Chine, une grande partie des 100 000 Schnellfeuer produits y sera exportée, les militaires iraniens, péruviens, turcs et yougoslaves en percevant également comme armes d'appoint.
C’est par ailleurs avec une arme de ce type que le roi Alexandre Ier de Yougoslavie a été assassiné à Marseille le 9 octobre 1934. Touché par un projectile lors de l'attentat, Louis Barthou, ministre français des affaires étrangères, devait trouver la mort quelques heures plus tard, exsangue.
Dévoilé en 1974, le rapport de police a révélé que la balle retrouvée à l'emplacement du ministre était de calibre 8mm, correspondant à celui du revolver mod. 92 des policiers.
Les derniers exemplaires disponibles en Europe seront utilisés pendant la Seconde Guerre mondiale dont 10000 pistolets livrés à la Waffen-SS. C’est ainsi que le C96 finira sa carrière, dans les mains de combattants ennemis se faisant face. En effet, de nombreux officiers russes avaient fait de ce pistolet leur arme personnelle.
Comme tous les autres modèles de la grande famille du Mauser C96, le Schnellfeuer, est devenu un objet de collection exerçant une fascination pour de nombreux collectionneurs, en particulier américains et allemands[réf. nécessaire].

## Les copies
Devant le succès des M712 à l'exportation (Chine notamment), les années 1930 virent apparaître des copies espagnoles à la mécanique simplifiée :
- les Astra 901 et F dérivé de l'Astra M900,
- et les Royal MM31.

Dans les années 1980, la Chine populaire produisit même le Norinco Type 80 adapté au 7,62 × 25 mm Tokarev.